# Nationalligaen 2024
La Nationalligaen 2024 è la 37ª edizione del campionato di football americano di primo livello, organizzato dalla DAFF.

## Squadre partecipanti
| Club                  | Città     | Stadio | Sponsor ufficiale | Risultato nella stagione 2023 |
| --------------------- | --------- | ------ | ----------------- | ----------------------------- |
| Aalborg 89ers         | Aalborg   |        |                   |                               |
| Aarhus Tigers         | Aarhus    |        |                   |                               |
| Copenhagen Towers     | Gentofte  |        |                   |                               |
| Søllerød Gold Diggers | Rudersdal |        |                   |                               |
| Triangle Razorbacks   | Vejle     |        |                   |                               |

## Stagione regolare

### Calendario

#### 1ª giornata
| Viby J 27 aprile 2024, ore 13:00 | Aarhus Tigers | 30 – 29 referto | Triangle Razorbacks | Bøgeskov Idrætsanlæg |

| Gentofte 27 aprile 2024, ore 13:00 | Copenhagen Towers | 55 – 12 referto | Aalborg 89ers | Gentofte Sportspark |

#### 2ª giornata
| Vejle 4 maggio 2024, ore 13:00 | Triangle Razorbacks | 34 – 39 referto | Søllerød Gold Diggers | Kirkebakkehallen |

| Svenstrup J 5 maggio 2024, ore 13:00 | Aalborg 89ers | 22 – 6 referto | Aarhus Tigers | Dall-Ferslev Idrætsforening |

#### 3ª giornata
| Gentofte 18 maggio 2024, ore 13:00 | Copenhagen Towers | 35 – 0 referto | Triangle Razorbacks | Gentofte Sportspark |

| Svenstrup J 18 maggio 2024, ore 13:00 | Aalborg 89ers | 36 – 35 referto | Søllerød Gold Diggers | Dall-Ferslev Idrætsforening |

#### 4ª giornata
| Viby J 25 maggio 2024, ore 13:00 | Aarhus Tigers | 13 – 73 referto | Copenhagen Towers | Bøgeskov Idrætsanlæg |

#### 5ª giornata
| Nærum 1º giugno 2024, ore 13:00 | Søllerød Gold Diggers | 45 – 0 referto | Aarhus Tigers | Rundforbi Stadion |

| Vejle 1º giugno 2024, ore 14:00 | Triangle Razorbacks | 14 – 20 referto | Aalborg 89ers | Vejle Atletikstadion |

#### 6ª giornata
| Nærum 8 giugno 2024, ore 13:00 | Søllerød Gold Diggers | 34 – 35 referto | Copenhagen Towers | Rundforbi Stadion |

#### 7ª giornata
| Viby J 22 giugno 2024, ore 13:00 | Aarhus Tigers | 18 – 50 referto | Søllerød Gold Diggers | Bøgeskov Idrætsanlæg (500 spett.) |

| Svenstrup J 23 giugno 2024, ore 13:00 | Aalborg 89ers | 30 – 34 referto | Triangle Razorbacks | Dall-Ferslev Idrætsforening |

#### 8ª giornata
| Vejle 10 agosto 2024, ore 13:00 | Triangle Razorbacks | 7 – 56 referto | Copenhagen Towers | Kirkebakkehallen |

#### 9ª giornata
| Nærum 17 agosto 2024, ore 13:00 | Søllerød Gold Diggers | 22 – 18 referto | Aalborg 89ers | Rundforbi Stadion |

| Vejle 17 agosto 2024, ore 13:00 | Triangle Razorbacks | 42 – 8 referto | Aarhus Tigers | Kirkebakkehallen |

#### 10ª giornata
| Gentofte 23 agosto 2024, ore 19:00 | Copenhagen Towers | 49 – 20 referto | Søllerød Gold Diggers | Gentofte Sportspark |

| Viby J 24 agosto 2024, ore 13:00 | Aarhus Tigers | 13 – 24 referto | Aalborg 89ers | Bøgeskov Idrætsanlæg |

#### 11ª giornata
| Svenstrup J 31 agosto 2024, ore 13:00 | Aalborg 89ers | 8 – 40 referto | Copenhagen Towers | Dall-Ferslev Idrætsforening |

#### 12ª giornata
| Gentofte 7 settembre 2024, ore 13:00 | Copenhagen Towers | 46 – 33 referto | Aarhus Tigers | Gentofte Sportspark |

| Nærum 8 settembre 2024, ore 13:00 | Søllerød Gold Diggers | 70 – 14 referto | Triangle Razorbacks | Rundforbi Stadion |

### Classifica
La classifica della regular season è la seguente:
- PCT = percentuale di vittorie, G = partite giocate, V = partite vinte,  P = partite perse, PF = punti fatti, PS = punti subiti

| Pos. | Squadra               | PCT   | G | V | N | P | PF  | PS  |
| ---- | --------------------- | ----- | - | - | - | - | --- | --- |
| 1    | Copenhagen Towers     | 1.000 | 8 | 8 | 0 | 0 | 389 | 127 |
| 2    | Søllerød Gold Diggers | .625  | 8 | 5 | 0 | 3 | 315 | 204 |
| 3    | Aalborg 89ers         | .500  | 8 | 4 | 0 | 4 | 170 | 219 |
| 4    | Triangle Razorbacks   | .250  | 8 | 2 | 0 | 6 | 174 | 288 |
| 5    | Aarhus Tigers         | .125  | 8 | 1 | 0 | 7 | 121 | 331 |

## Playoff

### Tabellone
|  | Semifinali | Semifinali            | Semifinali |  |  | XXXV Mermaid Bowl | XXXV Mermaid Bowl | XXXV Mermaid Bowl |  |
|  |            |                       |            |  |  |                   |                   |                   |  |
|  | 1          | Copenhagen Towers     |            |  |  |                   |                   |                   |  |
|  | 1          | Copenhagen Towers     |            |  |  |                   |                   |                   |  |
|  | 4          | Triangle Razorbacks   |            |  |  |                   |                   |                   |  |
|  | 4          | Triangle Razorbacks   | TBD        |  |  |                   |                   |                   |  |
|  |            |                       |            |  |  |                   |                   |                   |  |
|  |            |                       | TBD        |  |  |                   |                   |                   |  |
|  | 2          | Søllerød Gold Diggers |            |  |  |                   |                   |                   |  |
|  | 2          | Søllerød Gold Diggers |            |  |  |                   |                   |                   |  |
|  | 3          | Aalborg 89ers         |            |  |  |                   |                   |                   |  |

### Semifinali
| Nærum 21 settembre 2024, ore 13:00 | Søllerød Gold Diggers | – referto | Aalborg 89ers | Rundforbi Stadion |

| Gentofte 21 settembre 2024, ore 17:00 | Copenhagen Towers | – referto | Triangle Razorbacks | Gentofte Sportspark |

### XXXV Mermaid Bowl
| 2024 | TBD | – | TBD |  |

## Verdetti
- TBD Campioni della Danimarca 2024